# Centaurea pinnatifida
Centaurea pinnatifida — вид квіткових рослин родини айстрових (Asteraceae). Ендемік Румунії (Карпати).

## Середовище
Населяє трав'янисті місцевості.

## Морфологічна характеристика
Це багаторічник 10–20 см заввишки. Листки ланцетні, загострені, сіро запушені. Квіткові голови 2–3 см в поперечнику. Обгортка 12–15 мм, широкояйцеподібна, придатки чорні. Квіточки фіолетові. Період цвітіння: літо.